# AMD Athlon II
Athlon II es de la familia de procesadores de AMD incluyendo versiones de 2 a 4 núcleos. Se ha desarrollado para satisfacer el mercado de prestaciones intermedias complementando la línea del Phenom II.

## Características
|                      | Quad-core | Quad-core | Triple-core | Dual-core | Single-core |
| -------------------- | --------- | --------- | ----------- | --------- | ----------- |
| Nombre               | Llano     | Propus    | Rana        | Regor     | Sargas      |
| Core                 | 32 nm     | 45 nm     | 45 nm       | 45 nm     | 45 nm       |
| Fecha de lanzamiento | Ago 2009  | Sep 2009  | Nov 2009    | Jun 2009  | Ago 2009    |

La familia Athlon II está basada en la arquitectura K10, sin embargo, a diferencia de la familia del Phenom II, no posee caché de tercer nivel L3. En estos procesadores, se ha intentado cubrir esa diferencia, aumentando el nivel de la caché de segundo nivel de 512 KiB a 1 MiB por cada núcleo en los procesadores de dos núcleos.
Ofrece compatibilidad con las instrucciones SSE, SSE2, SSE3, SSE4a y MMX para la seguridad y aplicaciones multimedia.
Los Athlon II, con modelos de doble, triple y cuádruple núcleo fabricados como los Phenom en procesos de 45 nanómetros. 
El tope de gama de los nuevos Athlon II serían los denominados “Propus” con cuatro núcleos de procesamiento. Los primeros modelos que llegarían al mercado corresponderían a la denominación 605e y 600e con frecuencias de 2,3 y 2,2 GHz respectivamente. La “e” es la terminología empleada para indicar una especial eficiencia energética, que en el caso de los modelos listados será especialmente significativa, con un consumo máximo (TDP) de 45 vatios. De los tres núcleos, que responden al nombre en clave “Rana”, se han enumerado los modelos 400e y 405e, con idéntica frecuencia y consumo que los modelos de cuatro núcleos. Compartirían con los Propus, una caché de segundo nivel de 4 MiB y controladora de memoria de doble canal DDR3 integrada. En cuanto a los modelos “Regor” con doble núcleo, se han listado el Athlon II 250 y el 245, con frecuencias de trabajo de serie de 3,0 y 2,9 GHz respectivamente y un consumo máximo de 65 vatios.

## Núcleos

### Regor(45 nm SOI con tecnología de litografía de inmersión)
- Dos núcleos AMD K10
- Caché L1 (por núcleo): 128 KiB (64 KiB + 64 KiB para instrucciones y datos respectivamente), 256 KiB en total.
- Caché L2: 1024 KiB por núcleo, a la misma frecuencia que la propia CPU (512 KiB por núcleo en Athlon II X2 200e-220).
- Controlador de memoria:
  - Socket AM2+: memoria DDR2 de doble canal, de hasta 266 MHz reales (3,75 ns, 1066 MHz efectivos).
  - Socket AM3: DDR3 de doble canal de hasta 333 MHz reales (3 ns, 1333 MHz efectivos)
- Conjuntos extendidos de instrucciones soportados: MMX, Extended 3DNow!, SSE, SSE2, SSE3, SSE4a y AMD64.
- Tecnologías adicionales: Cool'n'Quiet, bit NX y AMD-V.
- Socket AM3, HyperTransport con 2 GHz
- Consumo energético (TDP): 25-65 W
- Lanzamiento:
  - Junio de 2009 (C2 Stepping)
- Frecuencias de reloj: 1.6 - 3.2 GHz
- Modelos: Athlon II X2 215 - 260

### Rana(45 nm SOI con tecnología de litografía de inmersión)
- Tres núcleos AMD K10
  - Encapsulado Propus Quad Core con un núcleo deshabilitado ( deshabilitado por núcleo defectuoso, por no cumplir el requerimiento del TDP (Thernal Design Power) o por cuota de producción).
- L1 caché: 64 KiB + 64 KiB (Datos + Instrucciones) por núcleo
- L2 cache: 512 kB por núcleo, full-speed
- Controlador de memoria:
  - Socket AM2+: memoria DDR2 de doble canal, de hasta 266 MHz reales (3,75 ns, 1066 MHz efectivos).
  - Socket AM3: DDR3 de doble canal de hasta 333 MHz reales (3 ns, 1333 MHz efectivos)
- Sets de instrucciones soportados: MMX, Extended 3DNow!, SSE, SSE2, SSE3, SSE4a, AMD64, Cool'n'Quiet, NX bit, AMD-V
- Socket AM3, HyperTransport a 2 GHz
- Consumo energético (TDP): 45-95 W
- Lanzamiento
  - Oct 20, 2009 (C2 Stepping)
- Frecuencias de reloj: 2.2–3.2 GHz
- Modelos: Athlon II X3 400e - 445

### Propus(45 nm SOI con tecnología de litografía de inmersión)
- Cuatro núcleos AMD K10

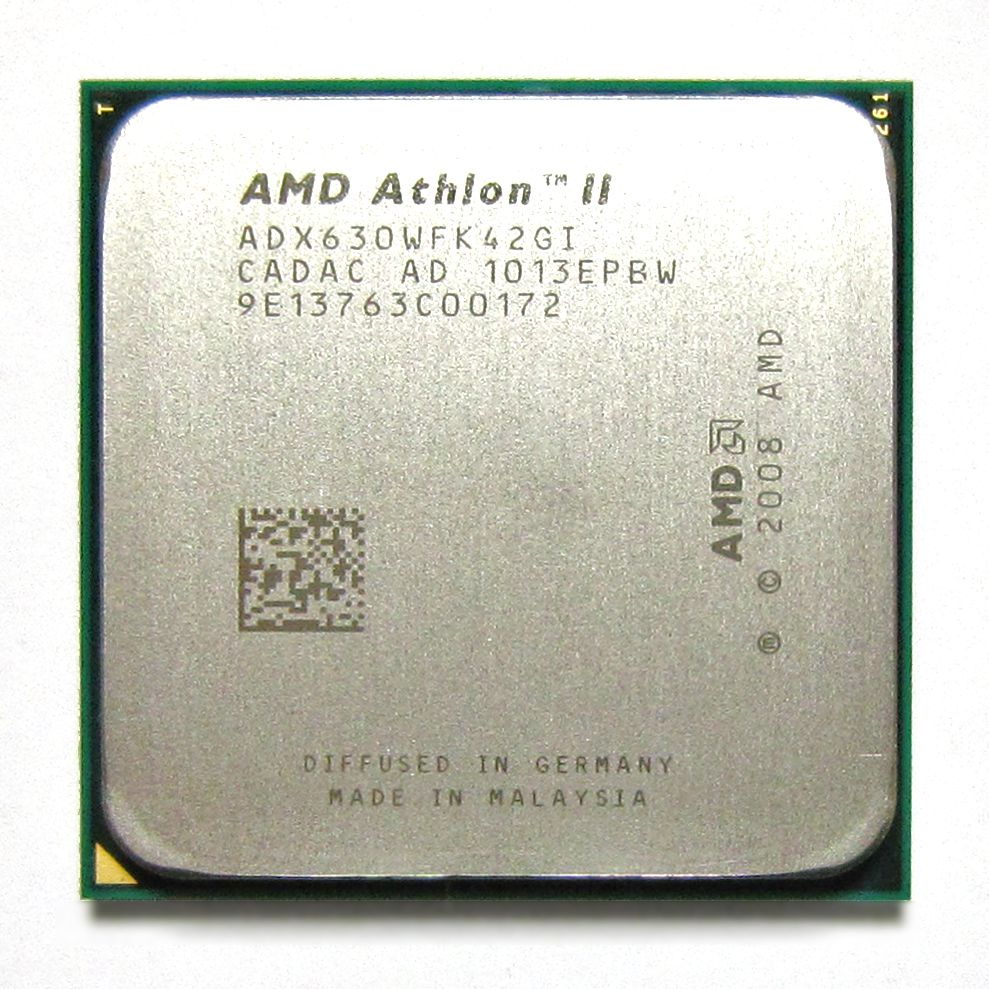
Athlon II X4 630

- L1 caché: 64 KiB + 64 KiB (Datos + Instrucciones) por núcleo
- L2 caché: 512 kB por núcleo, full-speed
- Controlador de memoria:
  - Socket AM2+: memoria DDR2 de doble canal, de hasta 266 MHz reales (3,75 ns, 1066 MHz efectivos).
  - Socket AM3: DDR3 de doble canal de hasta 333 MHz reales (3 ns, 1333 MHz efectivos)
- Sets de instrucciones soportados: MMX, Extended 3DNow!, SSE, SSE2, SSE3, SSE4a, AMD64, Cool'n'Quiet, NX bit, AMD-V
- Socket AM3, HyperTransport a 2 GHz
- Consumo Energético (TDP): 45-95 W
- Lanzamiento
  - Septiembre de 2009 (C2 Stepping)
- Frecuencias de reloj: 2.2–3.0 GHz
- Modelos: Athlon II X4 600e - 640